# جنيف كار
جنيف كار (بالإنجليزية: Geneva Carr)‏ هي ممثلة أمريكية، ولدت في 6 مايو 1971 بجاكسون في الولايات المتحدة. بدأت مشوارها المهني سنة 1997، ومن الجوائز التي نالتها جائزة المسرح العالمي سنة 2015.

## جوائز وترشيحات
جوائز
- جائزة المسرح العالمي (2015)

ترشيحات
- جائزة توني لأفضل ممثلة مسرحية [الإنجليزية]‏ (2015)

## وصلات خارجية
- جنيف كار على موقع IMDb (الإنجليزية)
- جنيف كار على موقع قاعدة بيانات برودواي على الإنترنت (الإنجليزية)
- جنيف كار على موقع قاعدة بيانات الفيلم (الإنجليزية)